# Förenade demokratiska styrkorna
Förenade demokratiska styrkorna, Forces Démocratiques Unies (FDU) är en koalition av politiska partier i Republiken Kongo.
FDU:s och PCT:s kandidat Denis Sassou-Nguesso vann presidentvalet den 10 mars 2002 med 89,4 % av rösterna. I parlamentsvalet senare samma år erövrade FDU 30 mandat av 153.